# Ahr (Weinanbaugebiet)
| Weinanbaugebiet Ahr       | Weinanbaugebiet Ahr      |
| ------------------------- | ------------------------ |
| Weinbaugebiet             | Ahr                      |
| Land                      | Rheinland-Pfalz          |
| Weinanbau seit            | mind. 8. Jahrhundert     |
| Fläche                    | 529 ha (2022)            |
| Weinproduktion            | 31.699 Hektoliter (2020) |
| Deutsche Weinanbaugebiete |                          |

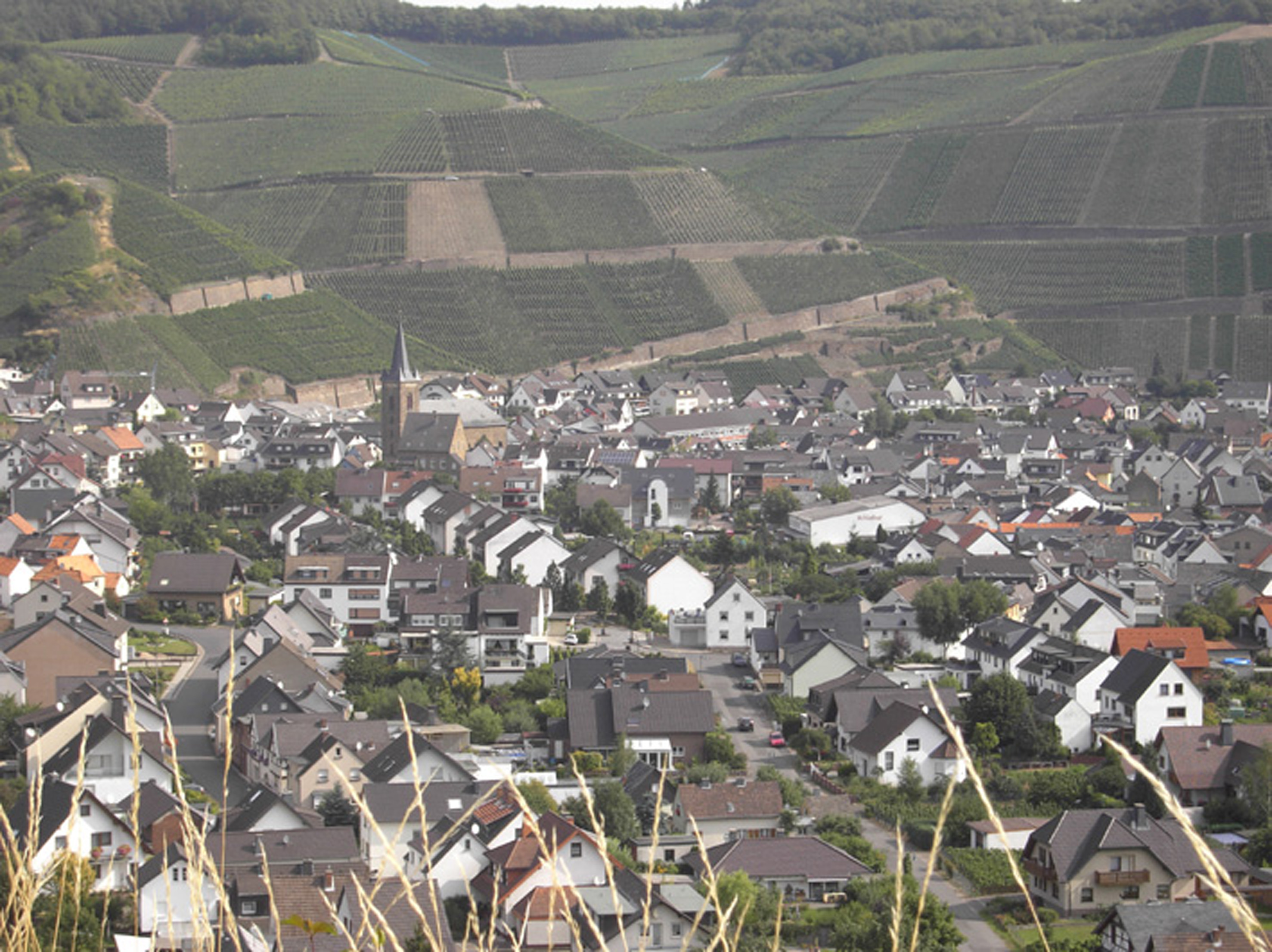
Die Gemeinde Dernau am Rotweinwanderweg.

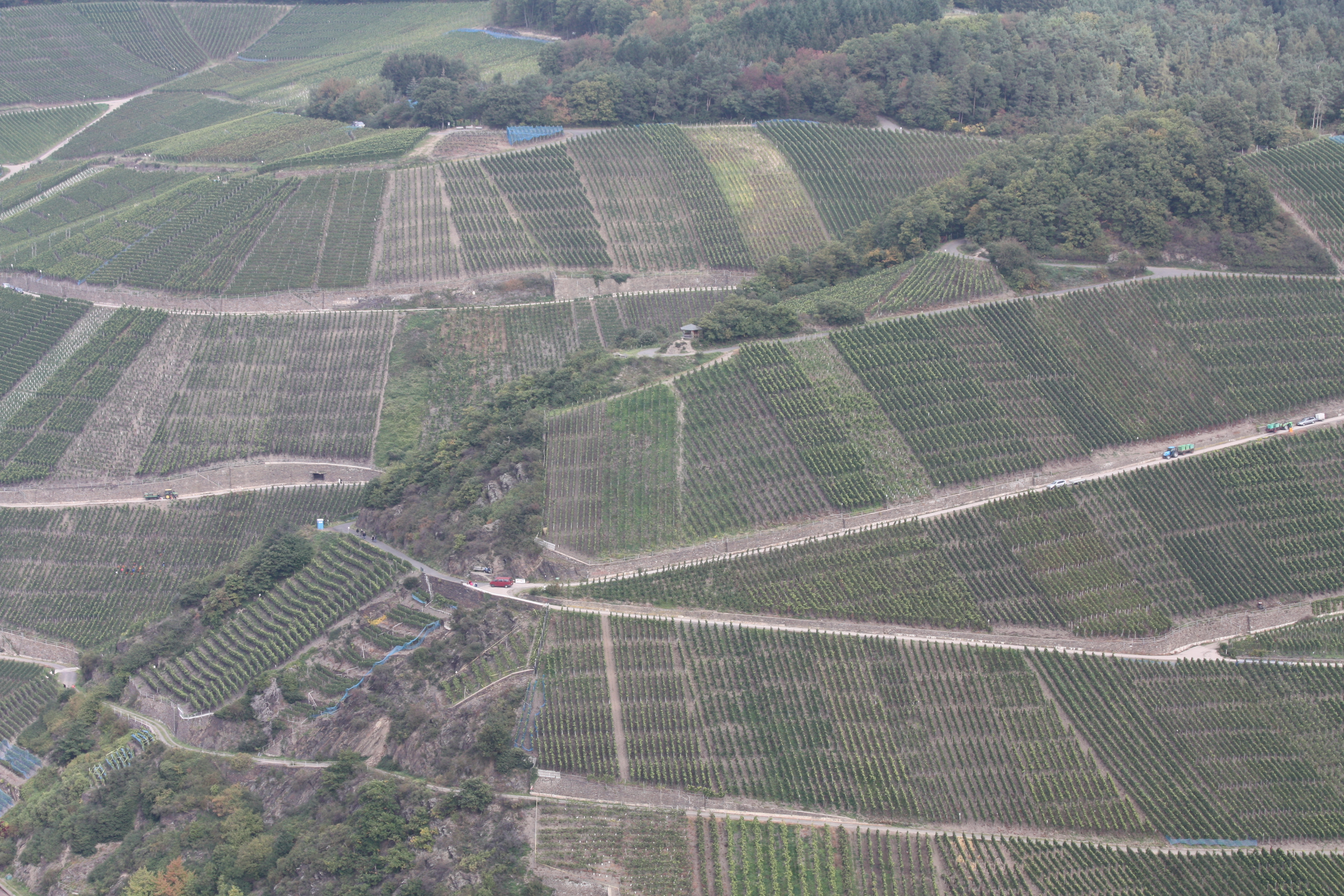
Weinberg oberhalb von Dernau

Der Ahrwein wird im Weinanbaugebiet Ahr nach § 3 Abs. 1 Nr. 1 Weingesetz angebaut, das seinen Namen von dem gleichnamigen Fluss hat. Es ist in Deutschland das größte geschlossene Weinbaugebiet für Rotwein. Auf insgesamt 529 ha Rebfläche (2022) werden 80 % Rotwein- und 20 % Weißweinreben angebaut. Der Anteil trockener Weine erreichte im Jahr 2020 einen Anteil von 63,9 %, während der Anteil halbtrockener Weine bei 25 % lag.
Der Landwein wird nach § 2 WeinVO als Ahrtaler Landwein vermarktet.

## Geschichte
Schon die Römer, die noch vor Christi Geburt das Gebiet des Ahrtals erreichten, sollen dort Wein angebaut haben, was jedoch nicht bewiesen ist. Urkundlich verbrieft kann die Geschichte des Weinbaus im Ahrtal bis ins 8. Jahrhundert zurückverfolgt werden. Laut einer Schenkungsurkunde aus dem Jahr 755 übertrug ein gewisser Odilbert einen „Wingert von einigen Ruten“ bei Remagen an das Kloster Stablo im heutigen Belgien. Im Jahr 770 schenkte ein im Ripuariergau begüterter Wigbert dem Kloster Lorsch unter anderem auch Weinberge in Remagen sowie in der Gemarkung von Pissenheim (heute Werthhoven, Gemeinde Wachtberg), in Eckendorf (Gemeinde Grafschaft) und südlich von Fritzdorf sowie ad Ara („an der Ahr“). Auch wenn historische Belege fehlen, so ist doch wahrscheinlich, dass bereits die Merowinger im 5. bis 8. Jahrhundert den mutmaßlichen römischen Weinbau im kleineren Umfang und mit einfachen Mitteln fortführten.
893 nennt der Prümer Urbar größere Weinberge in acht Ahrsiedlungen. In diesem Güterverzeichnis verzeichnete die Abtei Prüm eine Reihe weinabgabepflichtiger Güter, darunter in Ahrweiler, Walporzheim, Dernau und Altenahr. Außer der Abtei Prüm hatten in der Gemeinde Ahrweiler noch elf andere Klöster und zwölf Adelshöfe um das Jahr 1200 80 % der Weinbergsfläche. In Dernau besaßen 19 Grundherren, zehn Klöster und neun weltliche Herren rund 80 % der Weinberge.
Ahrweiler kam mit der Grafschaft Are 1246 zu Kurköln. Die Stadt musste im 15. Jahrhundert ihrem Landesherrn, dem Kurfürsten von Köln, jährlich 30 Fuder Wein liefern. In einem Dokument aus dem Jahr 1417 wird beschrieben, wie alle Weinfässer der Gemeinde gerichtlich versiegelt wurden, bis der Rentmeister des Kurfürsten von Köln kam und die 30 ihm zusagenden Fuder wählte (oder kürte); daher kommt der Ausdruck Kurwein.
Rote Rebsorten wurden erst nach dem Dreißigjährigen Krieg angebaut. Der damalige Burgunder wurde wie ein Weißwein verarbeitet. Er war blassrosa und wurde zuweilen Ahrbleichert genannt.
1794 zogen französische Truppen in das Gebiet ein und besetzten es als das sogenannte Linke Rheinufer bis 1813/1814. Im Zuge der Säkularisation wurden die Besitztümer der Kirche, der Klöster und der Domstifte aufgelöst. Aus dem ganzen französischen Reich wurden nun preiswertere und alkoholreichere Weine auf den deutschen Markt gebracht. So war es für die Ahrwinzer nicht einfach, ihre Ware abzusetzen.
Nach dem Wiener Kongress kam das Gebiet 1815 an Preußen. In den folgenden 20 Jahren erlebte der Weinbau aufgrund der ruhigen politischen Lage und des Zollschutzsystems eine kleine Blüte. Die vorher populären Importe aus Frankreich wurden aufgrund der Schutzzölle zu teuer, und der Inlandsmarkt für Rotwein durch Ahrwein beliefert.
Dies änderte sich 1833 mit dem Beitritt Preußens zum Deutschen Zollverein. Neben internen Absatzproblemen brach auch der Handel mit dem benachbarten Belgien zusammen. Einige Missernten schwächten die Wirtschaftskraft der Winzer zusätzlich. Besonders betroffen waren die Winzer um das Jahr 1860. Bis zu vier Jahrgänge lagen unverkauft im Keller. Durch mangelhafte Pflege waren die Weine zudem unverkäuflich geworden. Der Handel lag praktisch still, und viele Familien wanderten nach Amerika aus, weil der eigene Grund sie nicht mehr ernähren konnte.
In der Not griffen die Winzer zur Selbsthilfe, und 18 Winzer gründeten, dem Gedanken Raiffeisens folgend, 1868 in Mayschoß den Mayschoßer Winzerverein. 1869 als „Winzer Verein zu Mayschoß – Eingetragene Genossenschaft“ in das Handelsregister eingetragen, wurde er eine der ersten Winzergenossenschaften der Welt. Schon drei Jahre später konnte man einen Handlungsreisenden einstellen. Bis 1898 wurden insgesamt 20 Winzergenossenschaften im Ahrtal gegründet.
1913 gingen mit Rotweinzügen zehntausende von Flaschen Rotwein an die deutschen Schutztruppen in Afrika.
Eine Belebung erhielt der Weinbau an der Ahr im ausgehenden 19. und beginnenden 20. Jahrhundert durch folgende Organisationen:
1. Die Winzergenossenschaften. 2022 sind an der Ahr in den noch verbliebenen 3 Winzergenossenschaften die Mehrzahl der örtlichen Winzer organisiert (Ahrweiler (etwa 78[5]), Mayschoß/Altenahr (466[6]) und Dernau (600[7]))
2. Die Landes-Lehr- und Versuchsanstalt für Weinbau, Gartenbau und Landwirtschaft in Ahrweiler, die 1902 als Provinzial-Wein- und Obstbauschule gegründet wurde.
3. Die von 1925 bis 2004 staatliche Domäne Marienthal, war mit der Landes-Lehr- und Versuchsanstalt in Ahrweiler eng verbunden.

Ab dem Ende der 1960er Jahre wurde mit dem Projekt der Flurbereinigung ein untergründig schwelendes Problem des deutschen Weinbaus behoben: Die Topographie des Geländes ließ den Weinbau ausschließlich per Hand zu und gefährdete die Wirtschaftlichkeit der Winzerbetriebe. Hinzu kam die Zersplitterung des Grundbesitzes. 1957 ermittelte man für die Gemeinde Dernau in der Gemarkung „Im Hardtberg“ auf 2,6 ha Fläche insgesamt 162 Parzellen mit einer durchschnittlichen Größe von nur 160 m².
Die starke Zergliederung zeigt außerdem eine Kurzzusammenfassung der Betriebserhebung aus dem Jahr 1958:
| Betriebsgröße in ha | Betriebe |
| ------------------- | -------- |
| ≤ 0,2               | 0569     |
| 0,2–0,5             | 0679     |
| 0,5–1               | 0276     |
| ≥ 1                 | 0076     |
| Gesamt              | 1600     |

2011 arbeiteten rund 80 % der Winzer an der Ahr im Zu- bzw. Nebenerwerb und waren mehrheitlich in Winzergenossenschaften zusammengeschlossen. Lediglich 65 Betriebe produzieren Wein als Haupterwerb.
Bei der Flutkatastrophe 2021 wurden etwa 10 % der Weinbauflächen vernichtet und der Weinbau an der Ahr schwer geschädigt. Anbauflächen in Tallage verschwanden, Aufbauten und Gerätschaften des Winzereibetriebs sowie große Weinbestände wurden stark in Mitleidenschaft gezogen.

## Geographie und Klima
Das Ahrtal liegt im Norden von Rheinland-Pfalz entlang der Ahr zwischen Altenahr und Heimersheim. Im Norden grenzt es direkt an Nordrhein-Westfalen. Weil es sich vorwiegend von West/Südwest nach Ost/Nordost erstreckt, empfängt vor allem die nördliche Flussseite viele Sonnenstunden. Die klimatischen Bedingungen der Umgebung sind eigentlich nicht mehr zum Anbau von Wein geeignet. Es sind daher mikroklimatische Aspekte, die den Weinbau dennoch ermöglichen:
1. Die Ahrmündung liegt bei niedrigen 54 m ü. NHN, zudem profitiert das Tal noch im Mündungsbereich von der wärmenden Wirkung des Rheins. Der klimatische Vorteil dieser Tiefenlage verschwindet jedoch durch das starke Gefälle der Ahr recht schnell. So liegt Ahrweiler, 12 km oberhalb der Ahrmündung, schon 100 m hoch, und Altenahr liegt gar auf 150 m Höhe.
2. Das Weinbaugebiet liegt im Regenschatten der Eifel und des Hohen Venns. Die Niederschlagsmenge liegt mit jährlichen 560 mm vergleichsweise niedrig und bewirkt einen höheren Anteil an Sonnenstunden.
3. Wegen der Lage am Südrand der Kölner Bucht mildert auch der Golfstrom das Klima des Weinbaugebietes.
4. Die Orographie des Ahrtals wird durch die tief in das unterdevonische Grundgebirge eingeschnittenen Mäander der Ahr bestimmt. Zusammen mit den spezifischen Eigenschaften der anstehenden Gesteine beeinflusst sie den Weinanbau: Zwischen den Flussschlingen und Felsen bilden sich kleinteilige Klimaräume aus, die vom Wind abgeschirmt sind und wo die Sonne Grund und Luft erwärmt. Die Ahr verlässt bei Schuld die Umrahmung des Eifeler Hauptsattels aus Gesteinen des Obersiegens und verläuft ab da auf Gesteinen des Mittelsiegens bis zu ihrer Mündung nahe Remagen.[9] Obersiegen und Mittelsiegen sind Einheiten der unterdevonischen Siegen-Stufe, die durch internationale Konventionen zwar nicht mehr verfügbar sind, in vielen Karten und Beschreibungen des Ahrtals aber noch verwendet werden. Das Mittelsiegen des Ahrtals mit seinen Gesteinen aus Grauwacken, Schiefern, Sand-, Silt- und Tonsteinen wird auch als „Rauhflaser“ bezeichnet.[10] Es liegt nach der heute gültigen Einteilung des Unterdevons im Grenzbereich Pragium/Emsium.[11] Da ab Kreuzberg auf dem Weg zur Mündung zwischen der Ahr und dem Eifeler-Hauptsattel noch die Spezial-Auffaltung des Ahrtal-Sattels eingeschaltet ist, stehen die Gesteinsschichten sehr steil bis teilweise vollkommen senkrecht (saiger). Die Mäander der Ahr zeigen keine Abhängigkeit von der Stellung und den physikalischen Eigenschaften der Gesteinsschichten. Deshalb wird vermutet, dass die Mäander schon angelegt wurden, als sich die entsprechende Scholle noch mit sehr schwachem Relief und sehr geringem Gefälle nach Osten neigte.[12]
5. Im unteren Ahrtal von Ahrweiler bis zur Rheinebene konnte sich die Ahr in sechs Terrassen leicht und breit einschneiden. Die Unterterrasse der Talsohle erreicht eine Breite von bis zu 1 km. Die Ober- und Mittelterrassen wurden mit fruchtbarem Löss überzogen, und auch die Sand- und Kiesschichten der Unterterrasse sind durch eine starke Ablagerungsschichten mit einer Mächtigkeit von bis zu 10 m in fruchtbaren Boden verwandelt worden, der noch viel angeschwemmten Löss enthält.

Die steilen, felsigen Südhänge heizen sich bei Sonnenbestrahlung rasch auf und geben die gespeicherte Wärme nur allmählich an die Reben weiter, so dass auch nachts ausgeglichene Temperaturen gewährleistet sind. Das Gebiet wird innerhalb der EU der Weinbauzone A zugerechnet.
Das langjährige Jahresmittel von 9,8 °C lässt sich daher mit den Durchschnittswerten anderer deutscher Weinbaugebiete vergleichen. Das Wintermittel von Dezember bis Februar ist mit 2,4 °C für unsere Breitengrade sehr mild. Im Frühjahr besteht jedoch jederzeit akute Frostgefahr.
| Durchschnittstemp. | Nov.   | Dez.   | Jan.   | Feb.   | Mrz.   | Apr.    | Mai     | Jun.    | Jul.    | Aug.    | Sep.    | Okt.    | Jahr    |
| ------------------ | ------ | ------ | ------ | ------ | ------ | ------- | ------- | ------- | ------- | ------- | ------- | ------- | ------- |
| 2002/2003          | 8,2 °C | 3,9 °C | 2,0 °C | 0,3 °C | 7,9 °C | 10,0 °C | 14,8 °C | 20,8 °C | 20,5 °C | 21,2 °C | 14,4 °C | 7,4 °C  | 11,0 °C |
| langjährig         | 5,9 °C | 2,9 °C | 1,8 °C | 2,5 °C | 5,5 °C | 8,8 °C  | 13,2 °C | 16,5 °C | 18,0 °C | 17,5 °C | 14,5 °C | 10,4 °C | 9,8 °C  |

Der Niederschlag kennt in den Monaten Januar bis März ein Minimum und erreicht in den Sommermonaten Juli und August ein Maximum. Die sommerlichen Niederschlagsmengen fallen jedoch meist binnen weniger Tage in ergiebigen Platzregen.
| Niederschlagsmenge | Nov. | Dez. | Jan. | Feb. | Mrz. | Apr. | Mai | Jun. | Jul. | Aug. | Sep. | Okt. | Jahr |
| ------------------ | ---- | ---- | ---- | ---- | ---- | ---- | --- | ---- | ---- | ---- | ---- | ---- | ---- |
| 2002/2003 in mm    | 80   | 47   | 53   | 26   | 24   | 46   | 46  | 50   | 54   | 31   | 42   | 55   | 554  |
| langjährig in mm   | 57   | 51   | 47   | 40   | 48   | 50   | 59  | 65   | 74   | 70   | 48   | 47   | 656  |

Die mittlere Sonnenscheindauer liegt sicherlich am unteren Ende der Skala der für den Weinbau benötigten Werte. Der Vergleich vom langjährigen Mittel zum sogenannten Jahrhundertsommer 2003 lässt die Jahrgangsabhängigkeit des Gebiets deutlich werden.
| Sonnenscheindauer     | Nov. | Dez. | Jan. | Feb. | Mrz. | Apr. | Mai | Jun. | Jul. | Aug. | Sep. | Okt. | Jahr |
| --------------------- | ---- | ---- | ---- | ---- | ---- | ---- | --- | ---- | ---- | ---- | ---- | ---- | ---- |
| 2002/2003 in Stunden  | 52   | 36   | 52   | 142  | 175  | 206  | 211 | 278  | 229  | 279  | 215  | 105  | 1980 |
| langjährig in Stunden | 52   | 35   | 39   | 69   | 103  | 136  | 177 | 176  | 183  | 174  | 139  | 103  | 1386 |

## Gebietseinteilung
Geologisch und topographisch können zwei Anbauregionen unterschieden werden:
- Obere Region zwischen Altenahr und Marienthal;
- Untere Region zwischen Walporzheim und Heimersheim

## Rebsorten
45 weiße und 22 rote Rebsorten sind an der Ahr zum Anbau zugelassen.
Von den angebauten Rebsorten besitzen nur fünf eine Marktbedeutung. Der Anteil dieser einzelnen Sorten ist der folgenden Tabelle zu entnehmen.
| Führende Rebsorten an der Ahr (Stand 2022) | Führende Rebsorten an der Ahr (Stand 2022) | Führende Rebsorten an der Ahr (Stand 2022) | Führende Rebsorten an der Ahr (Stand 2022) | Führende Rebsorten an der Ahr (Stand 2022) |
| Sorte                                      | Farbe                                      | Synonym                                    | Fläche (%)                                 | Fläche (ha)                                |
| ------------------------------------------ | ------------------------------------------ | ------------------------------------------ | ------------------------------------------ | ------------------------------------------ |
| 1. Spätburgunder                           | rot                                        | Pinot Noir                                 | 64,3                                       | 340                                        |
| 2. Riesling                                | weiß                                       |                                            | 8,7                                        | 46                                         |
| 3. Frühburgunder                           | rot                                        | Pinot Madeleine, Klevner                   | 5,9                                        | 31                                         |
| 4. Weißer Burgunder                        | weiß                                       | Klevner, Pinot Blanc                       | 4,0                                        | 21                                         |
| 5. Regent                                  | rot                                        |                                            | 2,8                                        | 15                                         |

### Zugelassene rote Rebsorten

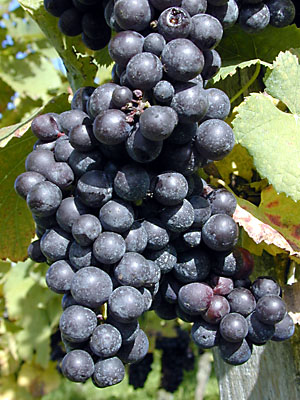
Trauben der roten Rebsorte Spätburgunder

Die Entwicklung hin zu qualitativ hochwertigeren Rebsorten setzte ab 1972 in Verbindung mit der Flurbereinigung ein. Der Spätburgunder verdrängte dabei eindeutig den Blauen Portugieser. Neuzüchtungen wie Dornfelder und Domina ergänzen das Angebot. In den letzten Jahren wird verstärkt der qualitativ gute Frühburgunder angebaut. Verschließen kann sich das Anbaugebiet nicht vor dem allgemeinen Erfolg der Neuzüchtungen Regent und Acolon, wenngleich die Anbaufläche im Vergleich zu anderen deutschen Gebieten sehr bescheiden ausfällt.
- Acolon
- Blauburger
- Cabernet Mitos
- Cabernet Sauvignon
- Dakapo
- Deckrot
- Domina
- Dornfelder
- Dunkelfelder
- Frühburgunder
- Hegel
- Helfensteiner
- Heroldrebe
- Lemberger
- Merlot
- Palas
- Portugieser
- Regent
- Rondo
- Rotberger
- Schwarzriesling
- Spätburgunder
- St. Laurent
- Tauberschwarz
- Trollinger
- Zweigelt

### Zugelassene weiße Rebsorten

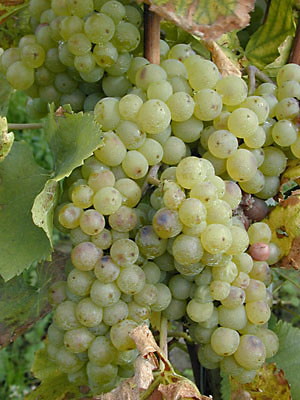
Trauben der weißen Rebsorte Gutedel

Die Anbaufläche der weißen Rebsorten befindet sich zwar seit 1972 (damals immerhin 211 Hektar) in einem ständigen Abwärtstrend, ihre Vertreter sind aber nach wie vor ein wichtiger Bestandteil des Angebots der Ahr. Vor allem auf den Schiefer- und Basaltböden zeigt der Riesling sein Potential. Der Müller-Thurgau macht auf Grund seines aktuell geringeren Marktwertes anderen Sorten Platz. Der Kerner wird teilweise im Verschnitt mit dem Riesling eingesetzt.
- Albalonga
- Arnsburger
- Auxerrois
- Bacchus
- Bronner
- Chardonnay
- Ehrenbreitsteiner
- Ehrenfelser
- Elbling
- Faberrebe
- Findling
- Freisamer
- Früher Malingre
- Gelber Muskateller
- Gewürztraminer
- Goldriesling
- Grauburgunder
- Gutedel
- Hibernal
- Hölder
- Huxelrebe
- Johanniter
- Juwel
- Kanzler
- Kerner
- Kernling
- Mariensteiner
- Merzling
- Morio-Muskat
- Müller-Thurgau (Rivaner)
- Muskat Ottonel
- Nobling
- Optima
- Orion
- Ortega
- Osteiner
- Perle
- Phoenix
- Prinzipal
- Regner
- Reichensteiner
- Rieslaner
- Riesling
- Sauvignon Blanc
- Scheurebe
- Schönburger
- Septimer
- Siegerrebe
- Silcher
- Silvaner
- Sirius
- Solaris
- Staufer
- Weißer Burgunder
- Würzer

## Lagen
| Größte Weinbaugemeinden im Anbaugebiet | Rang unter allen rheinland-pfälzischen Weinbaugemeinden nach Rebfläche | Bestockte Rebfläche (in ha) | Rebsorten | Rebsorten |
| Größte Weinbaugemeinden im Anbaugebiet | Rang unter allen rheinland-pfälzischen Weinbaugemeinden nach Rebfläche | Bestockte Rebfläche (in ha) | weiße     | rote      |
| Größte Weinbaugemeinden im Anbaugebiet | Rang unter allen rheinland-pfälzischen Weinbaugemeinden nach Rebfläche | Bestockte Rebfläche (in ha) | (in %)    | (in %)    |
| -------------------------------------- | ---------------------------------------------------------------------- | --------------------------- | --------- | --------- |
| Ahr                                    |                                                                        | 521                         | 12,8      | 87,2      |
| Bad Neuenahr-Ahrweiler                 | 54                                                                     | 284                         | 6,9       | 93,1      |
| Dernau                                 | 201                                                                    | 106                         | 8,8       | 91,2      |

Das Anbaugebiet Ahr umfasst den einzigen Bereich Walporzheim/Ahrtal und die einzige Großlage Klosterberg. Die Großlage Klosterberg besteht aus folgenden Einzellagen:
- Ehlingen
  - Heimersheimer Kapellenberg, 21,86 ha
- Lohrsdorf
  - Heimersheimer Landskrone, 22,51 ha
- Heimersheim
  - Landskrone, 22,51 ha
  - Burggarten, 21,40 ha
  - Kapellenberg, 21,86 ha
- Heppingen
  - Heimersheimer Burggarten
  - Heppinger Berg, 3,20 ha
- Neuenahr
  - Sonnenberg, 46,62 ha
  - Schieferlay, 23,50 ha
  - Kirchtürmchen, 17,00 ha
- Bachem
  - Karlskopf, 18,55 ha
  - Sonnenschein, 29,16 ha
  - Steinkaul, 48,20 ha
- Ahrweiler
  - Daubhaus, 34,80 ha
  - Forstberg, 33,66 ha
  - Rosenthal, 50,75 ha
  - Silberberg, 28,66 ha
  - Riegelfeld, 18,90 ha
  - Ursulinengarten, 24,02 ha
- Walporzheim
  - Himmelchen, 26,45 ha
  - Kräuterberg, 5,15 ha
  - Gärkammer, 0,68 ha
  - Alte Lay, 6,11 ha
  - Pfaffenberg, 27,00 ha
  - Domlay, 29,92 ha
- Marienthal
  - Rosenberg, 15,21 ha
  - Jesuitengarten, 11,56 ha
  - Trotzenberg, 7,97 ha
  - Klostergarten, 9,6 ha
  - Stiftsberg, 12,22 ha
- Dernau
  - Dernauer Hardtberg, 30,00 ha
  - Pfarrwingert, 10,00 ha
  - Schieferlay, 21,00 ha
  - Burggarten, 24,00 ha
  - Goldkaul, 50,00 ha
- Rech
  - Recher Hardtberg, 28,30 ha
  - Blume, 24,20 ha
  - Herrenberg, 27,00 ha
- Mayschoß
  - Mönchberg, 43,00 ha
  - Burgberg, 14,50 ha
  - Laacherberg, 49,00 ha
  - Schieferlay, 28,00 ha
  - Silberberg, 22,00 ha
  - Lochmühlerley, 10,50 ha
- Altenahr
  - Eck, 22 ha
  - Übigberg, 32 ha
- Reimerzhoven
  - Altenahrer Eck
- Kreuzberg
  - Altenahrer Übigberg
- Pützfeld
  - Altenahrer Übigberg